# Шафранов, Виталий Дмитриевич
Виталий Дмитриевич Шафранов (1 декабря 1929, с. Мордвиновка (Ухоловский район), Рязанская область — 9 июня 2014, Москва) — советский и российский физик. Академик РАН (с 1997 года). Один из пионеров работ по управляемому термоядерному синтезу, возглавлял отдел теории плазмы в Институте ядерного синтеза РНЦ «Курчатовский институт».
Являлся главным редактором журнала «Физика плазмы» и серии «Reviews of Plasma Physics». Входил в состав редколлегии журнала «Успехи физических наук».
Главными направлениями научной деятельности являются физика высокотемпературной плазмы и управляемый термоядерный синтез. Имеет более 3500 цитирований на работы, опубликованные после 1975 года. Индекс Хирша — 31.

## Биография
Родился 1 декабря 1929 года в селе Мордвиновка Ухоловского района Московской области (современная Рязанской область). В 1951 году окончил физический факультет МГУ (отделение ядерной физики). После окончания поступил на работу в ЛИПАН (позднее переименованный в Институт атомной энергии, сейчас — Российский научный центр «Курчатовский институт»). В 1981 году был назначен на должность начальника отдела теории плазмы. В том же году стал заместителем председателя Учёного совета Курчатовского института.
Скончался 9 июня 2014 года в Москве. Похоронен на Филатовском кладбище Истринского района Московской области.

## Научные достижения
В начале научной карьеры стал автором работ по распространению электромагнитных волн в замагниченной плазме, а также о стабилизации пинчевых разрядов при помощи магнитного поля. Проводил исследования структуры ударной волны в плазме, в результате которых свёл задачу к решению обыкновенных дифференциальных уравнений.
Впоследствии являлся автором работ по теории равновесия и устойчивости высокотемпературной плазмы в магнитных полях токамака. Вывел уравнение равновесия плазмы в двухжидкостной плазмостатике (уравнение Грэда — Шафранова), ставшее основой теории равновесия плазмы в осесимметричных магнитных конфигурациях. Вывел критерий устойчивости плазменного шнура с током в магнитном поле (критерий Крускала — Шафранова).

## Награды
- Лауреат Ленинской премии 1984 года
- Лауреат Государственной премии СССР 1971 года
- Премия Ханнеса Альфвена Европейского Физического Общества (2001)[5]